# Campeonato Europeu de Halterofilismo de 1997
O Campeonato Europeu de Halterofilismo de 1997 foi a 76ª edição do campeonato, sendo organizado pela Federação Europeia de Halterofilismo, em Rijeka, na Croácia, entre 12 a 19 de maio de 1997. A edição masculina contou com 10 categorias. Também ocorreu a 10ª edição do Campeonato Europeu de Halterofilismo feminino, sendo organizado pela Federação Europeia de Halterofilismo, em Sevilla na Espanha. A edição feminina contou com nove categorias.

## Medalhistas

### Masculino
| Evento                     | Ouro                            | Ouro     | Prata                            | Prata    | Bronze                          | Bronze   |
| -------------------------- | ------------------------------- | -------- | -------------------------------- | -------- | ------------------------------- | -------- |
| Mosca (até 54 kg)          | Halil Mutlu · Turquia           | 280,0 kg | Sevdalin Minchev · Bulgária      | 260,0 kg | Mijail Shevchenko · Rússia      | 245,0 kg |
| Galo (até 59 kg)           | Nikolai Peshalov · Bulgária     | 290,0 kg | Leonidas Sabanis · Grécia        | 287,5 kg | Stefan Gueorguiev · Bulgária    | 282,5 kg |
| Pena (até 64kg)            | Hafız Süleymanoğlu · Turquia    | 307,5 kg | Zoltán Farkas · Hungria          | 305,0 kg | Marian-Nicolae Dodita · Roménia | 295,0 kg |
| Leve (até 70 kg)           | Ergün Batmaz · Turquia          | 347,5 kg | Zlatan Vanev · Bulgária          | 345,0 kg | Plamen Zheliazkov · Bulgária    | 330,0 kg |
| Médio (até 76 kg)          | Yoto Yotov · Bulgária           | 355,0 kg | Ingo Steinhöfel · Alemanha       | 350,0 kg | Ruslan Savchenko · Ucrânia      | 350,0 kg |
| Pesado-ligeiro (até 83 kg) | Marc Huster · Alemanha          | 377,5 kg | Dursun Sevinç · Turquia          | 372,5 kg | Yuri Myshkovets · Rússia        | 370,0 kg |
| Meio-pesado (até 91 kg)    | Sunay Bulut · Turquia           | 387,5 kg | Oliver Caruso · Alemanha         | 385,0 kg | Oleh Chumak · Ucrânia           | 380,0 kg |
| Pesado I (até 99 kg)       | Stanislav Rybalchenko · Ucrânia | 390,0 kg | Dmitri Smirnov · Rússia          | 385,0 kg | Martin Tešovič · Eslováquia     | 377,5 kg |
| Pesado II (até 108 kg)     | Denys Hotfrid · Ucrânia         | 415,0 kg | Yevgueni Shishliannikov · Rússia | 415,0 kg | Viktors Ščerbatihs · Letônia    | 397,5 kg |
| Superpesado (+ 108 kg)     | Tibor Stark · Hungria           | 412,5 kg | Raimonds Bergmanis · Letônia     | 407,5 kg | Stian Grimseth · Noruega        | 405,0 kg |

### Feminino
| Evento  | Ouro                           | Ouro     | Prata                       | Prata    | Bronze                           | Bronze   |
| ------- | ------------------------------ | -------- | --------------------------- | -------- | -------------------------------- | -------- |
| 46 kg   | Estefanía Juan Tello · Espanha | 152,5 kg | Liubov Averianova · Rússia  | 150,0 kg | Donka Mincheva · Bulgária        | 147,5 kg |
| 50 kg   | Esma Can · Turquia             | 165,0 kg | Izabela Rifatova · Bulgária | 165,0 kg | Rebeca Sires Rodríguez · Espanha | 152,5 kg |
| 54 kg   | Neli Yankova · Bulgária        | 175,0 kg | Neslihan Demiröz · Turquia  | 172,5 kg | Dagmar Daneková · Eslováquia     | 170,0 kg |
| 59 kg   | Fatma Kabadayı · Turquia       | 205,0 kg | María Jristoforidu · Grécia | 187,5 kg | Josefa Pérez Carmona · Espanha   | 182,5 kg |
| 64 kg   | Ioanna Jatziioannu · Grécia    | 197,5 kg | Erzsébet Márkus · Hungria   | 197,5 kg | Tatiana Tezikova · Rússia        | 192,5 kg |
| 70 kg   | Şule Şahbaz · Turquia          | 220,0 kg | Irina Kasimova · Rússia     | 215,0 kg | Ilona Dankó · Hungria            | 215,0 kg |
| 76 kg   | Aysel Özgür · Turquia          | 227,5 kg | Mária Takács · Hungria      | 217,5 kg | Mónica Carrió Esteban · Espanha  | 212,5 kg |
| 83 kg   | Derya Açıkgöz · Turquia        | 257,5 kg | Albina Jomich · Rússia      | 232,5 kg | Monique Riesterer · Alemanha     | 227,5 kg |
| + 83 kg | Nurcihan Gönül · Turquia       | 237,5 kg | Stamatía Bontozi · Grécia   | 212,5 kg | Katariina Sederholm · Finlândia  | 210,0 kg |

## Quadro de medalhas
Quadro de medalhas no total combinado
| Ordem | País       | Medalha de ouro | Medalha de prata | Medalha de bronze | Total |
| ----- | ---------- | --------------- | ---------------- | ----------------- | ----- |
| 1     | Turquia    | 10              | 2                | 0                 | 12    |
| 2     | Bulgária   | 3               | 3                | 3                 | 9     |
| 3     | Ucrânia    | 2               | 0                | 2                 | 4     |
| 4     | Hungria    | 1               | 3                | 1                 | 5     |
| 5     | Grécia     | 1               | 3                | 0                 | 4     |
| 6     | Alemanha   | 1               | 2                | 1                 | 4     |
| 7     | Espanha    | 1               | 0                | 3                 | 4     |
| 8     | Rússia     | 0               | 5                | 3                 | 8     |
| 9     | Letônia    | 0               | 1                | 1                 | 2     |
| 10    | Eslováquia | 0               | 0                | 2                 | 2     |
| 11    | Finlândia  | 0               | 0                | 1                 | 1     |
| 11    | Noruega    | 0               | 0                | 1                 | 1     |
| 11    | Roménia    | 0               | 0                | 1                 | 1     |
| Total | Total      | 19              | 19               | 19                | 57    |